# Tempête à Las Vegas
Pour plus de détails, voir Fiche technique et Distribution.
Tempête à Las Vegas (titre original : Blast Vegas), également connu sous le titre de Destruction: Las Vegas, est un téléfilm catastrophe américain de 2013 sur une tempête de sable surnaturelle égyptienne qui détruit Las Vegas, Nevada. Il a été diffusé pour la première fois sur la chaîne Syfy le 18 juillet 2013 et met en vedettes Frankie Muniz, Barry Bostwick et Maggie Castle,.

## Synopsis
Les membres d’une fraternité étudiante se rendent à Las Vegas pour les vacances de printemps. Lorsque l’un d’eux vole une ancienne épée égyptienne exposée dans un casino, ils libèrent involontairement une malédiction qui invoque une tempête de sable désastreuse sur Las Vegas. Cette ville est lentement détruite tandis que Nelson (Frankie Muniz) et sa petite amie Olive (Maggie Castle), ainsi que Sal (Barry Bostwick) courent pour enlever la malédiction et calmer la tempête.

## Distribution
- Frankie Muniz : Nelson
- Barry Bostwick : Sal
- Maggie Castle : Olive
- Michael Steger : Oren[3]
- Andrew Lawrence : TJ
- Summer Bishil : Serena
- Jillian Nelson : Amber
- Brooke Anne Smith : Heidi
- Adam Walker : Johnny[4]

## Production
Le film a été écrit par Tom Teves et Joe D'Ambrosia et réalisé par Jack Perez. L’idée initiale du film est née à l’été 2007, lorsque The Asylum a annoncé que le film sortirait le 14 février 2012 sous le titre Destruction: Las Vegas. Soudainement, à l’été 2010, cela n’a pas fonctionné en raison de la production de Blanche-Neige de Grimm pour cette époque. À l’automne 2010, les producteurs ont annoncé une date de diffusion provisoire au printemps 2013 sur TNT. Le tournage a commencé vers le printemps 2012. Base FX et R-Team ont fourni des effets visuels et des animations en effets spéciaux numériques pour le film. Syfy a acquis les droits de diffusion du film à l’automne 2012, avant de le diffuser le 18 juillet 2013.

## Réception critique
Blast Vegas obtient un score d’audience de 21% sur Rotten Tomatoes